# 5 271 009
«5,271,009» — научно-фантастический рассказ американского писателя Альфреда Бестера. Впервые опубликован в The Magazine of Fantasy & Science Fiction в 1954 году, также произведение известно как «The Starcomber».

## Краткое описание сюжета
Чтобы восстановить разум безумного художника Джеффри Халсиона, сверхъестественное существо Солон Аквила заставляет Халсиона проживать различные сценарии исполнения желаний, все из которых ужасно ошибочны.

## История
Рассказ был заказан для размещения на уже существующей обложке, на которой мужчина в тюремной форме (с серийным номером 5271009) прикован к астероиду.
Впоследствии Бестер объяснил, что «5 271 009» — это количество решений, которые человек должен принять в своей жизни; кроме того, количество особенностей в каждом сценарии в той или иной степени.

## Критика
Дэвид Лэнгфорд назвал рассказ «одной из [своих] любимых короткометражек (Бестера)», а писатель Тим Салливан назвал его «выдающимся исследованием солипсизма».
Критик и редактор Шерил Винт заявила, что эту историю можно рассматривать как «аналогию отношения [Бестера] к НФ», в то время как Фиона Келлеган описала Аквилу как «своего рода падшего ангела».